# Vincenzo Di Mauro (calciatore)
Vincenzo Di Mauro (Napoli, 6 giugno 1935) è un ex calciatore italiano, di ruolo attaccante.

## Carriera
Giocò tre stagioni in Serie A con il Napoli.
Formatosi nelle giovanili della società partenopea sotto la direzione di Lambiase, a 18 anni fu mandato a giocare nella Frattese, poi passò al Gladiator di Santa Maria C.V. ove giocò, nel campionato di quarta serie, insieme a Nardin ed Italo Allodi. Tecnicamente possedeva un cross micidiale, da fondo campo, sul quale andavano a nozze i centravanti potenti di testa. Era il preferito di Hasse Jeppson tanto che, con la propria auto guidata dal proprio autista, andava a prenderlo fin sotto casa per recarsi agli allenamenti, facendosi promettere che gli avrebbe pennellato, in partita, almeno cinque cross.
Dopo aver giocato nel Napoli e nella Reggiana, chiuse la sua carriera, all'età di 28 anni, nell'Alba Napoli che all'epoca militava in quarta serie.
Per volere dei genitori lasciò il  calcio e si occupò, dovendosi sposare, come ragioniere, presso la Flotta Lauro.